# Luis Juracy
Luis Juracy (3 maggio 1939) è un ex calciatore brasiliano, di ruolo attaccante.

## Carriera
Brasiliano di nascita, militò per circa un decennio nel campionato messicano, vestendo le maglie dell'Oro, Necaxa, América, Pumas UNAM, Ciudad Madero e Pachuca.
Con l'Oro ottenne il secondo posto nella Primera División 1960-1961.
L'anno dopo passa al Necaxa, con cui ottenne il dodicesimo posto in campionato.
Nella stagione 1962-1963 veste la maglia del Pumas UNAM, uno dei primi stranieri a farlo, con cui ottenne il dodicesimo posto in campionato.
La stagione seguente passa all'América, con cui ottiene il secondo posto in campionato e vince la Copa México 1963-1964, battendo in finale il Monterrey. Gioca anche nella Coppa Campeón de Campeones 1964, persa contro il Guadalajara.
Ritorna ai Pumas nella Primera División 1964-1965, con cui chiude il torneo al sesto posto, segnando sei reti.
Nella stagione 1965-1966 passa ai neo-promossi del Ciudad Madero, con cui ottiene il dodicesimo posto in campionato, mentre nel torneo seguente retrocede in cadetteria.
Del Ciudad Madero è stato anche il miglior marcatore in assoluto del club nella massima serie con 21 reti.
Nella stagione 1967-1968 è in forza al Pachuca, con cui ottenne il dodicesimo posto in campionato.
Nel 1968 venne ingaggiato dagli statunitensi del Houston Stars, impegnati nella neonata North American Soccer League. Con gli Stars ottenne il secondo posto della Gulf Division della NASL 1968, non riuscendo ad accedere alla fase finale del torneo.
L'anno seguente passa al Dallas Tornado, franchigia nella quale militerà sino al 1974, con cui vince il torneo del 1971, oltre che raggiungere la finale nell'edizione del 1973.
Nelle vittoriose finali del 1971 Juracy giocò per i Tornado due delle tre sfide contro l'Atlanta Chiefs, ovvero la gara di ritorno del 15 settembre, in cui, subentrando dalla panchina, segnò due delle quattro reti con cui i texani ribaltarono l'incontro per 4-1 e, la gara di spareggio del 19, in cui Juracy e la sua squadra si aggiudicarono il torneo battendo per 2-0 i georgiani.
Con i Tornado nel 1971 vinse anche il primo campionato indoor della NASL. Lasciato il calcio giocato divenne trainer sotto Ron Newman nella stagione 1975 ai Dallas Tornado.

## Palmarès

### Calcio
- Coppa del Messico: 1

América: 1963-1964
- North American Soccer League: 1

Dallas Tornado: 1971

### Indoor soccer
- NASL Indoor: 1

Dallas Tornado: 1971.